# مسرشمیت ام‌ئی ۲۶۱
مسرشمیت ام‌ئی ۲۶۱ (به انگلیسی: Messerschmitt Me 261) یک هواگرد ساختِ کارخانهٔ مسرشمیت در کشور آلمان است. نخستین استفاده‌کنندهٔ این هواپیما نیروی هوایی آلمان نازی بوده‌است. این هواگرد برای نخستین بار در ۲۳ دسامبر ۱۹۴۰ میلادی مورد استفاده قرار گرفت.